# سوری‌ها در لبنان
پناهندگان سوری در لبنان (انگلیسی: Syrians in Lebanon) شامل کارگران مهاجر سوری و پناهندگانی است که طی جنگ داخلی سوریه به لبنان گریختند.

## تاریخچه
در نتیجه جنگ داخلی سوریه بین دولت بشار اسد با گروه‌های شورشی صدها هزار پناهنده سوری وارد لبنان شده‌اند. این میران هجوم پناهنده به لبنان باعث پرشدن اردوگاه‌های پناهندگی و شهرها شده که در نتیجه منجر به تنش میان شهروندان لبنانی و پناهندگان سوری شده است.

## آمار
بنابر آمار ارائه شده توسط کمیساریای عالی سازمان ملل برای پناهندگان (UNHCR) بیش از یک میلیون پناهنده سوری در ۲۰۱۶ ثبت نام کرده‌اند با اینحال این دست کم آماری است که بعد از توقف آمارگیری در مه ۲۰۱۵ است که خیلی از پناهندگان هنوز ثبت نام نکرده بودند و در انتظار ثبت نام به سر می‌بردند؛ لذا برآورد در مورد آمار پناهندگان سوری به یک میلیون و ۵۰۰ هزار نفر بالغ می‌شود.

## مشکلات
دولت لبنان به لحاظ تاریخی همواره درب‌های کشور را به سوی پناهندگان سوری باز گذاشته است. با این حال کمیساریای ملل متحد برای پناهندگان (UNHCR) تأکید کرده است که دولت لبنان هیچگاه پای امضای کنوانسیون ۱۹۵۱ پناهندگان نیامده است. کنوانسیونی که امنیت پناهندگانی را که آزادی و جانشان در برابر نژاد، ملیت، عضویت در یک گروه اجتماعی یا عقاید سیاسی مخالف تأمین می‌کند؛ بنابراین به لحاظ حقوق بین‌المللی لبنان هیچ تعهدی در قبال پناهندگان ندارد از جمله اینکه دولت این کشور به احداث اردوگاه‌های پناهندگان اقدام کند. پناهندگان سوری که قادر به کار کردن هستند تنها در کنار فقرای لبنان با پایین‌ترین حقوق مجبور هستند به اشتغال بپردازند که منجر به لطمه وارد شدن به زیربنای اقتصادی لبنان خواهد شد.

## کشمکش‌ها
هجوم پناهندگان سوری به لبنان باعث بروز کشمکش در زمینه‌های اقتصادی، سیاسی، اجتماعی و مذهبی در لبنان شده است. در برخی از شهرها ی لبنان به دلیل کشمکش گروه‌های متعصب مذهبی و درگیری با پلیس و عناصر ارتش، برای برقراری امنیت عمومی مقررات منع عبور و مرور وضع شده است. این موضوع بخصوص در اوت ۲۰۱۴ در پی اعدام یک سرباز لبنانی توسط گروه‌های سوری متعصب سنی مذهب، تحت عنوان نبرد عرسال شدت یافت.

## اظهار نظر نخست‌وزیر لبنان
نخست‌وزیر لبنان سعد الحریری در مارس ۲۰۱۷ گفت، لبنان به خاطر فشارهای میزبانی از ۱٫۵ میلیون پناهنده سوری به نقطه فروپاشی نزدیک می‌شود. الحریری گفت، بحران پناهندگان سوری به نقطه «اوج» خود رسیده است. وی افزود: «می‌خواهیم جامعه بین‌المللی به حرف ما گوش کند و بفهمد که لبنان با بحران مواجه است.» وی گفت که برخی شهرداران از او خواستند که وسیله‌ای به‌منظور بازگرداندن پناه‌جویان به سوریه پیدا کند. حریری افزود: «ما به‌عنوان یک حکومت مطلقاً این کار را انجام نمی‌دهیم چراکه خطراتی متوجه پناهندگان می‌شود را می‌دانیم، اما این منعکس‌کننده تنش در میان مردم است،» وی اشاره کرد که دانش آموزان مدارس لبنان از عدد ۲۰۰ هزار به ۴۵۰ هزار دانش‌آموز طی شش سال گذشته افزایش یافته است.

## فشار بر پناهندگان
روز چهارشنبه ۱۰ ژانویه ۲۰۱۸ یک پناهنده سوری ۴۳ ساله و پدر چهار فرزند، خودش را در بیرون دفتر سازمان ملل در تریپولی- لبنان به آتش کشید و متحمل سوختگی شدید شد. سوختگی وی درجه سه است و حداقل برای دو ماه بایستی تحت مداوا باشد.
کمیساریای عالی پناهندگان سازمان ملل و دفتر برنامه جهانی غذا در بیانیه‌ای اعلام کردند این حادثه تاسف‌بار نشاندهنده فشار و مشکلاتی است که بسیاری از پناهندگان سوری با آن مواجه هستند.

## حوادث
در ۱۹ ژانویه ۲۰۱۸ تعدادی شهروند سوری شامل کودکان و زنان که تلاش داشتند برای فرار از سوریه از طریق یک مسیر قاچاق وارد لبنان شوند در میان طوفان شدید و برف گیرکرده و جان خود را از دست دادند. ارتش و دفاع مدنی لبنان روز۲۰ ژانویه ۱۰ جسد سوری شامل دو کودک و شش زن را پیدا کرد. سخنگوی آژانش پناهندگان سازمان ملل تأیید کرد که ۱۳ نفر سوری در این حادثه جان باخته‌اند.